# Frank Prendergast
Francis Joseph „Frank“ Prendergast (irisch Proinnsias de Priondergást; * 13. Juli 1933 in Dooradoyle, Limerick, Irland; † 19. Februar 2015 ebenda) war ein irischer Politiker der Labour Party und von November 1982 bis Februar 1987 und von Dezember 1992 bis Juni 1997 Teachta Dála (Abgeordneter) im Dáil Éireann sowie von November 1989 bis November 1992 Mitglied im Seanad Éireann.
Prendergast studierte am University College Cork Sozial- und Wirtschaftswissenschaften. An der Keele University absolvierte noch einen Masterstudiengang in Industriebeziehungen. Er arbeitete bei der Irish Transport and General Workers’ Union. Schon in den 1970er Jahren wurde er Mitglied im Limerick City Council und war 1977 bis 1978 sowie 1984 bis 1985 Bürgermeister (Mayor von Limerick). Bei den Wahlen 1981 konnte er noch keinen Sitz erringen, allerdings gelang es ihm, bei den Wahlen im November 1982 für den Wahlkreis Limerick East in den Dáil Éireann einzuziehen. Bei den 1987 verlor er den Sitz wieder. Zur Wahl 1997 trat er nicht mehr an.
Prendergast war mit Mary verheiratet und hatte mit ihr vier Kinder.